# Conocephalaceae
Conocephalaceae là một họ rêu trong bộ Marchantiales.